# Iwan Dziuba

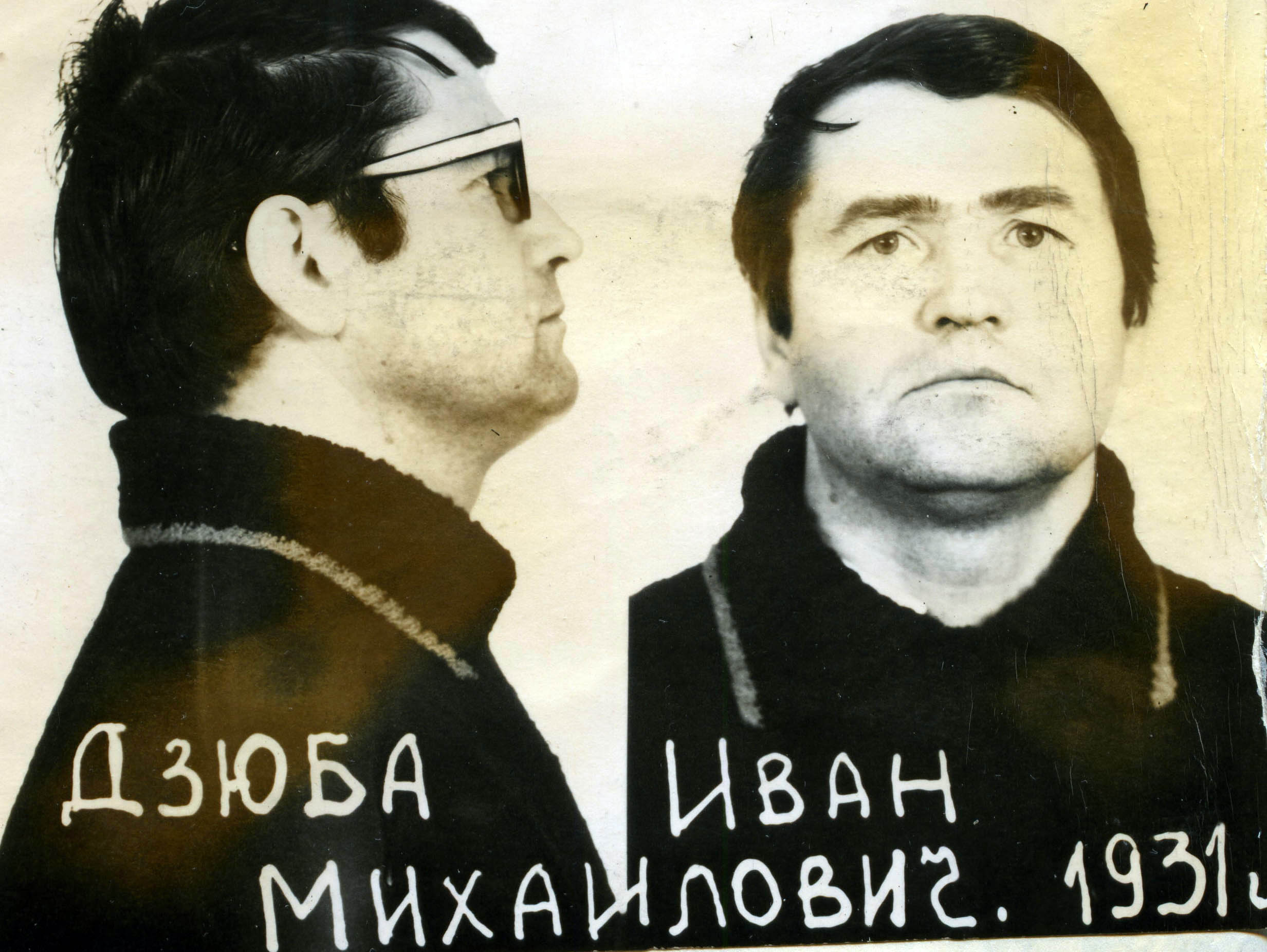
Iwan Dziuba po aresztowaniu przez KGB 1973

Iwan Mychajłowycz Dziuba (ukr. Іван Михайлович Дзюба, ur. 26 lipca 1931 we wsi Mykołajiwka w obwodzie donieckim, zm. 22 lutego 2022 w Kijowie) – ukraiński pisarz, redaktor, literaturoznawca, dysydent, w latach 1992–1994 minister kultury Ukrainy.

## Życiorys
Pochodził z rodziny robotniczej. Ojciec zginął na froncie, matka była sanitariuszką.
Jeden z liderów pokolenia lat 60. (szistdesiatnykiw), sekretarz Wydziału Literatury, Języka i Wiedzy o Sztuce Akademii Nauk Ukrainy, redaktor czasopisma „Suczasnist´” („Współczesność”) (1992–2002), prezes Narodowego Stowarzyszenia Ukraińców, współprzewodniczący kolegium red. wydawnictwa Encykłopedija suczasnoji Ukrajiny (Encyklopedia współczesnej Ukrainy).
W swoim głośnym eseju pt. Internacjonalizm czy rusyfikacja? (Інтернаціоналізм чи русифікація?), nie odstępując od podstawowych założeń oficjalnej ideologii marksistowsko-leninowskiej, próbował zwrócić uwagę władz na trudną sytuację narodu ukraińskiego w ZSRR. Najmocniejszy wydźwięk miały fragmenty poświęcone rusyfikacji, przykładom ukrainofobii, historii rosyjskiej ekspansji i wielkomocarstwowego szowinizmu. Pracę wkrótce rozpowszechnił samwydaw, czytano ją w odpisach na całej Ukrainie. Szybko trafiła też za granicę. W 1968 roku wydawnictwo „Suczasnist´” w Monachium jako pierwsze wydało ją w formie książkowej. Później została przetłumaczona na wiele języków. Publikacja książki za granicą spowodowała prześladowania Dziuby, wykluczenie ze Związku Sowieckich Pisarzy Ukrainy, a następnie proces i skazanie w 1973 roku na pięć lat łagru i pięć lat zesłania. Złamany przez władzę, zmuszony do publicznej samokrytyki i częściowego przyznania się do winy, został ostatecznie zwolniony z odbywania kary ze względu na zły stan zdrowia.
Po odzyskaniu niepodległości przez Ukrainę kontynuował pracę naukową, poszukując odpowiedzi na kluczowe pytania dotyczące ukraińskiej kulturologii i państwowotwóczości. W latach 1992–1994 sprawował urząd ministra kultury Ukrainy.

## Prace
Źródło:
- Zwyczajna liudyna czy miszczanyn? (Звичайна людина чи міщанин?, 1959);
- Internacionalizm czy rusyfikacija (Інтернаціоналізм чи русифікація?, 1965);
- Hrani krystała (Грані кристала, 1978);
- Stefan Zorian w istoriji wirmenśkoji literatury (Стефан Зорян в історії вірменської літератури 1982);
- Awtohrafy widrodżennia (Автографи відродження 1986);
- Sadriddin Ajni (Садріддін Айні 1987);
- U wsiakoho swoja dola (У всякого своя доля, 1989);
- Bo to ne prosto mowa, zwuky (Бо то не просто мова, звуки, 1990);
- Zastukały serdesznu wolu… (Застукали сердешну волю…, 1995);
- Miż kulturoju i politykoju (Між культурою і політикою, 1998);
- Spraha (Спрага, 2001);
- Pastka (Пастка, 2003).

## Odznaczenia
- Bohater Ukrainy (2001)[4]
- Order Księcia Jarosława Mądrego V klasy (2022)[5]
- Order Wolności (2009)[6]
- Narodowa Nagroda im. Tarasa Szewczenki (1991)[7]